# Enrico Griffith
Enrico Griffith (Parma, 8 agosto 1906 – Napoli, 13 luglio 1930) è stato un attivista, operaio e comunista italiano. Di lontane origini irlandesi, fu tra i protagonisti del movimento operaio della zona parmense e limitrofa. Comunista, antifascista, amico di Guido Picelli, Ardito del Popolo, partecipò agli scontri fra fascisti ed Arditi a Noceto e fu arrestato dopo gli scontri con i fascisti. Durante la Difesa di Parma del 1922, fu caposquadra negli scontri con gli squadristi che avvennero in borgo Carra.

## Biografia

### L'infanzia
Il tessuto sociale in cui nacque e crebbe Griffith, nello specifico i quartieri poveri come l'Oltretorrente, è molto particolare, povero, insurrezionale a causa delle condizioni disagiate rese ancor più esplosive dalla situazione dei quartieri operai con edifici fatiscenti, e la gente è abituata agli scontri con gli organi di repressione dello Stato a causa delle rivendicazioni sociale poste in atto dalla popolazione, ancora adesso donne provenienti dall'Oltretorrente ricordano come le loro nonne utilizzassero il metodo dell'aprire repentinamente l'ombrello davanti ai cavalli di poliziotti o carabinieri per farli imbizzarrire durante le cariche che molto spesso tentavano di disperdere le manifestazioni, occorre rimarcare che nel periodo tra fine Ottocento ed inizio Novecento a Parma vi fu un'importazione di manodopera non parmense, tale manodopera servì allo sviluppo urbanistico ed industriale di Parma e nel contempo ha generato una classe operaia che amalgamatasi con quella dei quartieri poveri locali, senza problemi di provenienza o di ordine "razziale", portò nuova linfa vitale nei quartieri operai anche a livello di coesione di classe, pur su posizioni sindacali diverse tatticamente e strategicamente. Parma è stata una roccaforte dell'Unione Sindacale Italiana (USI) e dell'interventismo di sinistra che passò in gran parte nel Parmanse all'Antifascismo armato. Le due anime coesistevano e collaboravano nella lotta contro il fascismo vedi il caso dei fratelli Guido Picelli e Vittorio Picelli, un esponente di spicco del PSI, poi del Partito Comunista d'Italia, l'altro capo locale dell'USI, i cui militanti in gran parte alimentato l'interventismo di sinistra nella prima guerra mondiale.

### La presa di coscienza politica
A 15 anni Griffith, muratore, riceve la tessera del Partito Comunista d'Italia, fra i primi a Parma, e già conosce il deputato Guido Picelli che nel periodo è ancora militante dell'ala Internazionalista del PSI. Nel 1923, un anno dopo, circa, la durissima sconfitta subita dagli squadristi di Balbo, il fascismo è in grado di continuare la repressione contro i difensori di Parma e tentare di saldare i conti con gli Arditi del Popolo e la Lega Proletaria Filippo Corridoni parmensi, il capo sul campo della Lega Proletaria Filippo Corridoni, Vittorio Picelli, fratello di Guido Picelli riuscirà a riparare in Francia mentre 35 circa fra capicenturia ed esponenti degli Arditi del Popolo vengono arrestati.

### Il fascismo
Dopo la Difesa di Parma del 1922 fra gli arrestati vi è il Griffith, ben noto anche per la sua azione di agitazione per le rivendicazioni sociali. I detenuti iniziano uno sciopero della fame e la popolazione guidata dal loro difensore, avv. Grassi, militante del PSI, inizia la protesta e le manifestazioni, lo stesso Grassi conduce una delegazione di familiari e compagni a conferire col procuratore del Re.La presa di posizione, quasi di stampo insurrezionale, in un periodo in cui il potere fascista è confermato ma la situazione è ancora fluida, e nello specifico del parmense la presenza ancora di formazione di Arditi del Popolo e Lega Proletaria Filippo Corridoni, passate in clandestinità, nonché l'impressione avuta dal procuratore del Re di una montatura di stampo fascista, portano alla scarcerazione degli arrestati dopo 5 giorni di sciopero della fame da parte degli incarcerati. È il periodo in cui ha ancora legami con Parma il prefetto Federico Fusco, onesto uomo dello Stato che non passò mai al servizio dei fascisti ed anche questo forse ha la sua influenza. Comunque le ali degli Arditi del Popolo e della Lega Proletaria Filippo Corridoni passate in clandestinità daranno ancora 14 anni dopo un segno vitale della loro presenza: in occasione della visita a Parma di Italo Balbo, a fascismo ormai ben affermato e con una certa base di consenso popolare, in Italia, a Parma compare un'enorme scritta, che fa scalpore, che saluta in questo modo il ras fascista: «sei riuscito ad attraversare l'oceano ma non l'Oltretorrente», tale scritta, in dialetto, è ben ricordata con malcelato orgoglio ancora adesso da molti parmensi.
Durante l'anno successivo a dimostrazione che la popolazione di Parma antifascista non era ancora doma viene eletto Guido Picelli deputato in parlamento nella lista di Unità Proletaria, la lista era tipicamente di Fronte Unito e Picelli era già passato al Partito Comunista d'Italia.
Il Comitato Esecutivo della Federazione di Parma, a cui va in gran parte accreditata simile vittoria in simile periodo, è formato da Guido Picelli, deputato al parlamento, Gino Di Cocco, ferroviere, responsabile organizzativo, Giuseppe Isola, commesso responsabile stampa e propaganda, Dante Gorreri, idraulico, Spartaco Bortesi, muratore, Enrico Griffith, muratore, Carlo Ragionieri, fornaio, Guido Torricelli, muratore. Si fa notare la forte presenza dei muratori nelle file dell'organizzazione operaia antifascista, tale cospicua presenza è correlata alla loro importanza avuta nello sviluppo di Parma dall'inizio del secolo.
La sinistra ed i comunisti parmensi si adeguano alla sempre più netta condizione di clandestinità e la Federazione di Parma organizza il congresso provinciale, fase preparatoria per III congresso, nel giorno di Natale del 1925. Dante Gorreri fa un resoconto dei lavori chiarendo che durante la riunione girano per le strade sia poliziotti che squadristi pur essendo la notte di Natale. Del vecchio gruppo dirigente son rimasti per l'appunto il Gorreri e il Griffith, ed è Enrico Griffith, sostenuto da Gorreri che porta aventi la strategia del Fronte Unito con gli antifascisti non comunisti, ipotesi legata alla linea di Antonio Gramsci, in osservanza di quanto indicato dall'Internazionale Comunista e contrapposta alla linea di Amadeo Bordiga. Questa posizione era già stata criticata da Bucharin per quanto riguardava la fase dell'antifascismo militare in relazione alla vietata adesione da parte dei dirigenti bordighisti al Fronte Unito Arditi del Popolo. 
Successivamente il 18 marzo 1925 Enrico Griffith riesce ancora a partecipare ad una riunione ormai clandestina in casa di un militante comunista soprannominato il "Bersagliere", Emilio Pelagatti. L'intensificazione delle azioni poliziesche e squadristiche portano a numerosi arresti e perquisizioni, ormai il fascismo sta impadronendosi del potere esautorando tutte le autorità degli organi di repressione dello Stato che non si sottomettono al nuovo ordine, ne fanno le spese, per far nomi conosciuti, Guido Jurgens, Vincenzo Trani e proprio Federico Fusco ex prefetto di Parma, non per niente tutti e tre sono a storie riguardanti gli scontri fra fascisti ed Arditi del Popolo. Vengono arrestati Dante Gorreri, Isola, Griffith, ovvero tutti i maggiori dirigenti del Partito Comunista d'Italia di Parma ma la montatura è troppo grossolana per cui i giudici ne impongono il rilascio. Quasi nello stesso periodo però entrano in vigore le leggi speciali e quindi i tre antifascisti vengono condannati a 5 anni di confino all'isola di Favignana.
Enrico Griffith morì il 13 luglio 1930 in seguito alle infezioni prodotte dalla recrudescenza, causata dal servizio militare in colonia, di alcune malattie contratte da bambino nei quartieri poveri dell'Oltretorrente parmense.

## Citazioni e omaggi
- Durante la Resistenza il suo nome viene dato ad una banda partigiana che successivamente viene formalizzata nella 47ª Brigata d'assalto Garibaldi Enrico Griffith operante nel parmense.